# Signalétique Michelin
 (septembre 2024).
Si vous disposez d'ouvrages ou d'articles de référence ou si vous connaissez des sites web de qualité traitant du thème abordé ici, merci de compléter l'article en donnant les références utiles à sa vérifiabilité et en les liant à la section « Notes et références ».
La signalétique Michelin désigne les panneaux de signalisation routière et d'indication touristique en lave émaillée sur un support en béton armé, produits par Michelin pour la France entre 1910 et 1971.

## Historique

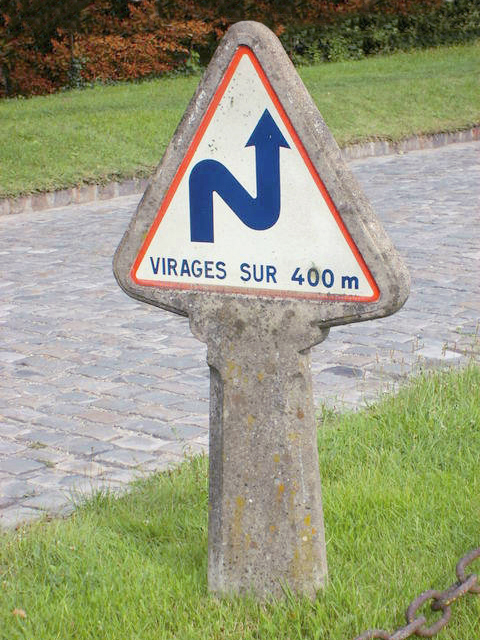
Panneau de virages dangereux.

Sur le modèle des Britanniques, André Michelin met en place une première signalétique, inédite en France dès 1908. Il se rėvèle rapidement comme un véritable pionnier de la signalisation routière. Le nombre croissant d'automobiles et les accidents de la circulation associés l'ont incité à utiliser des panneaux de signalisation spéciaux pour attirer l'attention sur les endroits dangereux.
À l'occasion de la conférence diplomatique internationale du 11 octobre 1909 à Genève, il y a une première tentative pour normaliser les panneaux de signalisation. Neuf nations trouvent un consensus pour utiliser des symboles désignés pour attirer l'attention sur les obstacles. Ces premiers pictogrammes sont alors la "double vague" pour annoncer les dommages à la route, la "clôture" pour indiquer un passage à niveau, le "Z courbe" pour indiquer les courbes et le "X" pour indiquer les intersections. En France, ces premiers panneaux doivent être réalisés dans un dessin rond afin qu'ils puissent être clairement distingués des panneaux indicateurs. Cependant, le "X" introduit n'a aucun rapport avec la priorité de passage, car à l'époque on communique aux intersections par des signaux manuels.

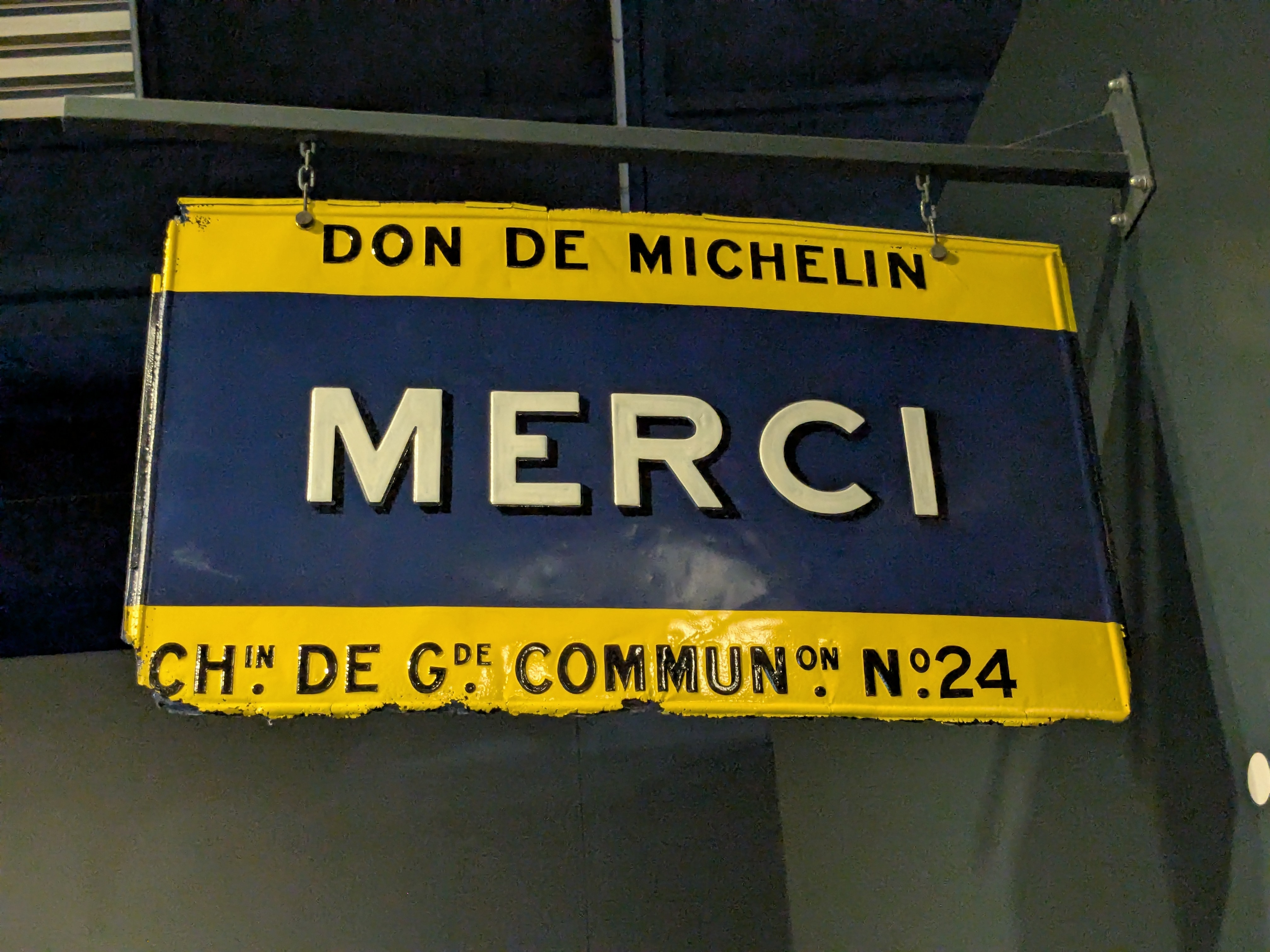
Plaque « Merci » (musée Michelin).

Dès les années 1910, André Michelin offre aux municipalités des panneaux signalant l’entrée dans la commune. Ces panneaux portent également la mention « Don de Michelin » (offert par Michelin) à des fins publicitaires pour la marque du Bibendum. La dimension de ces panneaux est d'environ 60 sur 100 cm. Environ 30 000 de ces panneaux toponymiques sont créés en 1914, et sont livrés gratuitement aux communautés.
À l'initiative de Michelin apparaissent les plaques « Merci » à deux faces sur lesquelles sont indiqués le nom des localités, la désignation et le numéro des routes, et des inscriptions de sécurité telles que « Veuillez ralentir » et de la mention « Attention aux enfants », placées à l’entrée de l’agglomération ainsi qu’un « Merci » à la sortie. Sur ces panneaux figurent également le nom Michelin. Entre 1911 et 1914, 30 000 de ces plaques émaillées sont ainsi offertes et posées gratuitement dans les municipalités de France.
Dès le lendemain de la première guerre mondiale, André Michelin entreprend seul l’étude d’un appareil de signalisation qui regrouperait sur un seul support toutes les indications nécessaires au bon cheminement de l’automobiliste. Pour les panneaux indicateurs, il a l’idée d’utiliser des plaques de lave émaillée, plus résistantes et inoxydables, avec du béton armé comme support. Michelin produit également des bornes d'intersection, à partir de 1918. Ces bornes portent les indications de direction et les kilométrages mais aussi des éléments sur les sites touristiques et chemins de randonnée. Mais c’est en 1928, après quatre différents prototypes, qu’elle prend sa forme définitive constituée d’un pied plus large au sol et plus fin dans le support du cube de signalisation. Ce n’est cependant qu’en 1931 que l’emploi de ce signal est officiellement approuvé. En plus des bornes d’angle, Michelin produit et installe jusqu’en 1939 des « poteaux », des « murs » et des « panneaux muraux » de signalisation, auxquels s’ajoutent quelques panneaux de danger et de priorité. Tous ces panneaux portent un bandeau indiquant soit le nom du sponsor, tel que Michelin ou le TCF avec parfois un logo, soit le département ou la région d’implantation.
Cette signalétique prend également la forme de panneaux scellés sur des murs. 

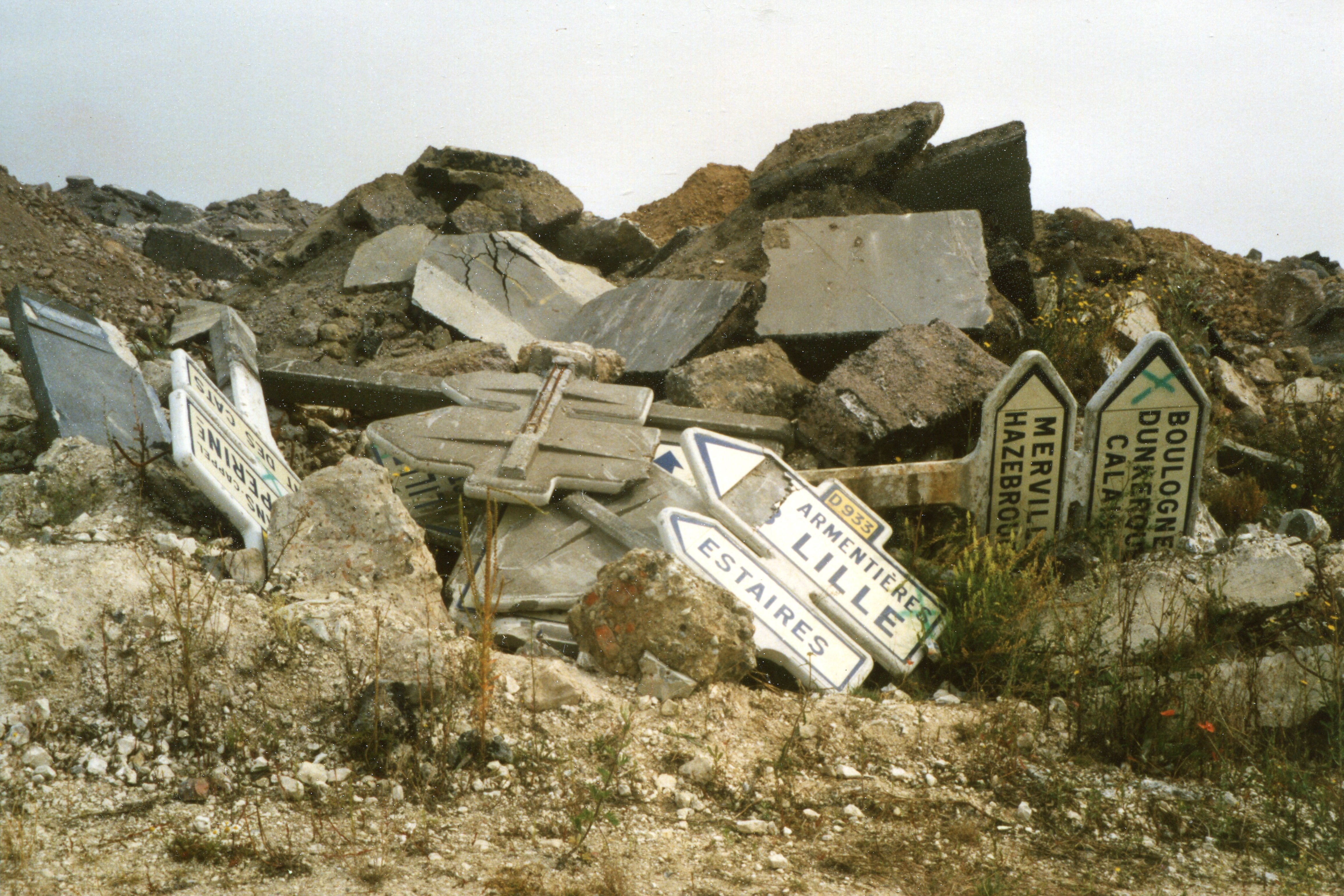
« Cimetière » de plaques Michelin quelque part dans le Nord en 1989.

En 1946, paraît une instruction générale sur la signalisation routière qui annule toutes les instructions antérieures. Homogénéité et cohérence sont désormais de rigueur. L’administration refuse toute forme de don pour la signalisation des routes. Michelin continue cependant sa production de panneaux en lave émaillée sur béton armé, mais ils ne portent plus aucune indication publicitaire. L’usage des bornes d’angle va peu à peu être strictement limité « aux intersections peu importantes ». Les plaques disparaissent au profit de « flèches », murales ou sur pied. Mais à côté fleurissent de très nombreux nouveaux panneaux, aux formes et aux graphismes les plus divers. Jusqu’en 1971, année où Michelin cesse cette production, chaque panneau réglementaire aura sa version sur lave émaillée. Sur les dernières années, cette dernière sera remplacée pour certains panneaux par de l’acier émaillé traditionnel. 
Beaucoup de panneaux ont été détruits dans les années 1980 à 2010.
Témoignage d'une époque, d'un certain rapport à l'automobile et au territoire, l'ensemble des bornes Michelin constitue désormais un patrimoine ne faisant l'objet d'aucune protection réglementaire, ce qui justifie son appartenance aux éléments dits du « petit patrimoine », ou de ce qu'on nomme proprement le patrimoine routier.

## Fabrication
Une partie des plaques signalétiques fut réalisée par émaillage de la pierre de Volvic, dite lave de Volvic.
Les qualités requises des panneaux et autres signalisations, tant au point de vue conservation que lisibilité des inscriptions, ont amené Michelin à adopter deux éléments distincts :
- La lave émaillée qui fournit les plaques destinées à recevoir les indications destinées aux automobilistes.
- Le béton armé qui sert de support de ces plaques et constitue le corps même de la signalétique.

La lave sort des volcans à l'état pâteux et parfois presque liquide. Elle se refroidit peu à peu au cours des ans pour donner une pierre durable, non friable et rigoureusement inattaquable par les intempéries. Abondante dans le Massif central où elle a été autrefois répandue par les volcans d'Auvergne, elle est depuis de nombreuses années utilisée dans le bâtiment et dans l'industrie chimique, notamment pour les cuves. Bien avant la circulation automobile, la lave fut émaillée et utilisée pour la fabrication de plaques de signalisation comme celles de certaines rues, telle la rue Saint-Louis-en-l'Île à Paris, où une plaque posée en 1828 est encore intacte[réf. nécessaire]. La lave permet en effet des inscriptions d'une durée pratiquement infinie, l'émail y adhérant parfaitement et n'éclatant pas au choc sur ce support. La mise à nu partielle de la lave, indifférente aux intempéries, ne nuit d'ailleurs pas à la conservation de la plaque.
Ce ne fut qu'en 1928, à l’issue de longs et nombreux essais, que fut industrialisée la production des plaques en lave émaillée. Les blocs de lave arrivent équarris des carrières jusqu’à l'usine où ils sont débités en dalles grasses par une machine à scier à laquelle ils sont fixés solidement. Ce sciage est très lent étant donné la dureté exceptionnelle de la lave qui ne permet qu’une avance de 5 millimètres à l’heure au maximum. Il s'effectue avec un mélange d'eau et de grès de Fontainebleau soigneusement dosé, qui use la lave au moyen de lames d'acier montées sur un châssis.
En revanche, ce sciage multiple permet d'obtenir 500 plaques de lave d'environ 15 mm d'épaisseur en une seule opération. Des meules au carborundum fonctionnant sous un double jet d'eau les débitent ensuite au format voulu. Après nettoyage à la vapeur, elles sont rendues parfaitement lisses grâce à un mastic spécial, puis étuvées pour enlever toute trace d'humidité.
À l'atelier d'émaillage, une couche d'émail blanc est d'abord répandue au pistolet à air comprimé sur toute la surface. Dans des fours électriques à température constante, grâce à un thermostat coupant ou rétablissant le courant aux températures maxima et minima préalablement choisies, l'émail ainsi appliqué entre en fusion à environ 900° Celsius. Lorsque cette fusion est complète, les plaques sont retirées du four, refroidies, puis acheminées à nouveau vers l’atelier d'émaillage.
L'émail, bleu foncé ou rouge, est ensuite appliqué sur la première couche durcie. À l'aide d'une brosse métallique, l'excès d'émail bleu est enlevé, sauf aux endroits préalablement protégés par des pochoirs et qui correspondent aux lettres ou signes que l'on désire faire figurer sur la plaque. À l’atelier de cuisson, la plaque est à nouveau traitée comme lors de l’étape précédente afin de durcir la dernière application d'émail.
Pendant cette deuxième cuisson, un atelier spécial prépare les supports en béton armé. Le béton, au dosage de 400 kg de superciment, gros sable de Loire et petits gravillons ou mignonnettes, est confectionné dans une bétonnière située au centre de l'atelier. Il est ensuite évacué dans un wagonnet muni d'une hélice destinée à brasser le mélange et à en maintenir l'homogénéité, jusqu'à des fosses creusées dans le sol et constituant les moules des signalétiques à fabriquer. Les plaques destinées à chacune d’elles sont alors amenées à proximité. Elles sont ensuite déposées dans les moules, à l’emplacement qu'elles devront occuper sur la signalétique achevée. On coule le béton et le scellement des plaques se fait automatiquement au cours de la prise. Tout est ainsi parfaitement homogène.

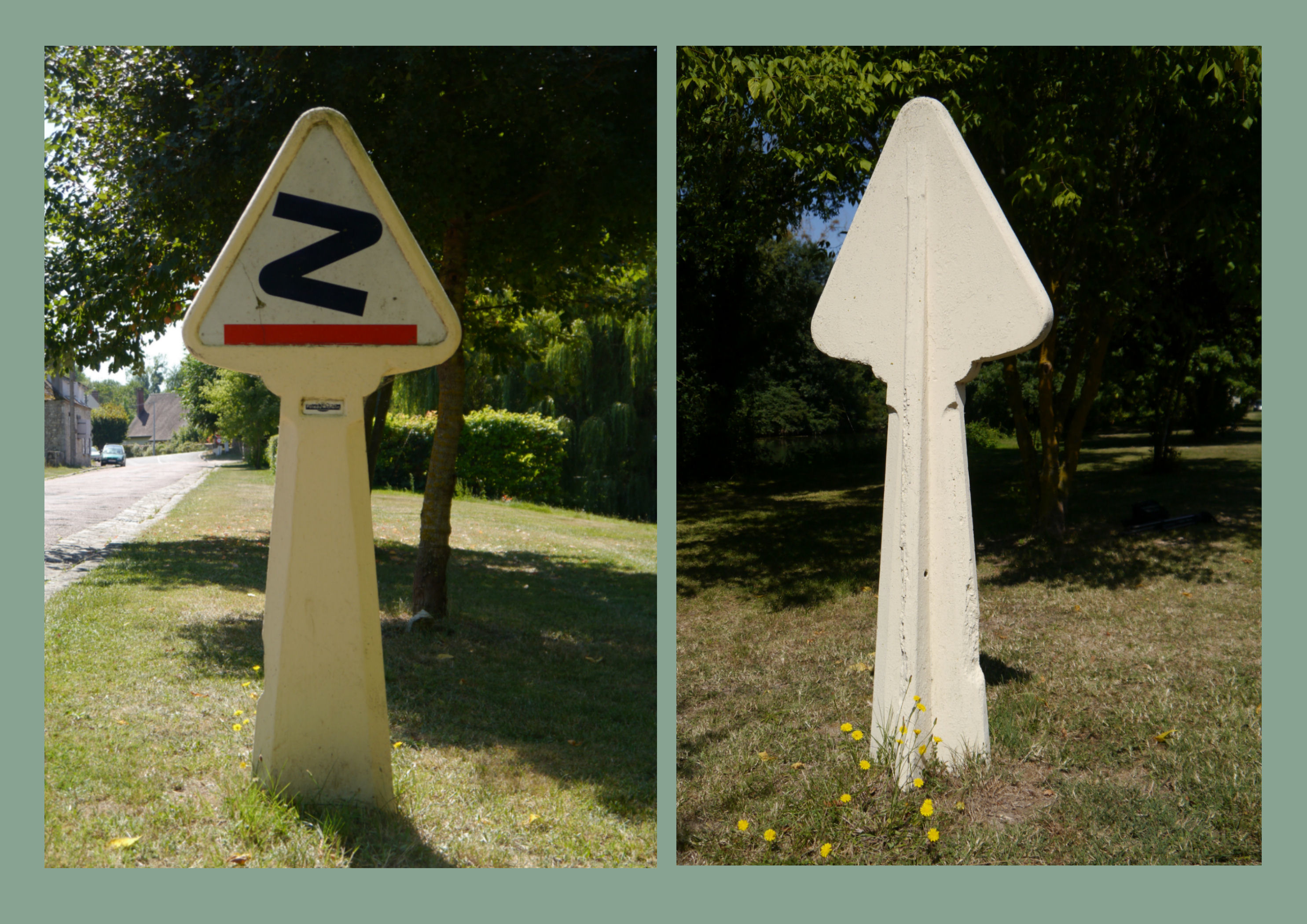
Un panneau, recto et verso.

On laisse pendant 24 heures environ le béton effectuer sa prise dans les moules. Les panneaux sont ensuite démoulés, extraits de la fosse dans laquelle ils ont été coulés, à l'aide d'un palan électrique. Un monorail les emmène ensuite à l'atelier de finition où s'achève le séchage. Un nettoyage précède une première couche de peinture blanche recouvrant le béton sur la face antérieure.
Ensuite, la production est dirigée vers le parc de stockage le long des voies ferrées et le chargement sur les wagons qui ravitailleront les équipes chargées de la pose.

## Pose des signalétiques
Les équipes de pose sont dotées d’un camion muni d'une grue qui sert au levage et aux manipulations des appareils. L'aménagement de ces camions est étudié pour faciliter les diverses opérations. Tout y est à portée de la main, ciment et eau que le décrochage d'un tuyau de caoutchouc suffit à verser en quantité voulue. 25 minutes suffisent à la préparation du béton, au placement d'une borne, à son orientation, à la vérification de son aplomb, à l'achèvement d'un massif de béton au pied de l'appareil, enfin, à son nettoyage et à l'application d'une dernière couche de peinture blanche.
Les divers panneaux et bornes à installer dans une même ville sont transportés sur le camion dans leur ordre de pose. Une seule équipe a pu ainsi achever en deux jours la signalisation complète de Sedan, en un jour et demi celle de Rethel, et en 24 heures celle de Vouziers.

## Datation des panneaux

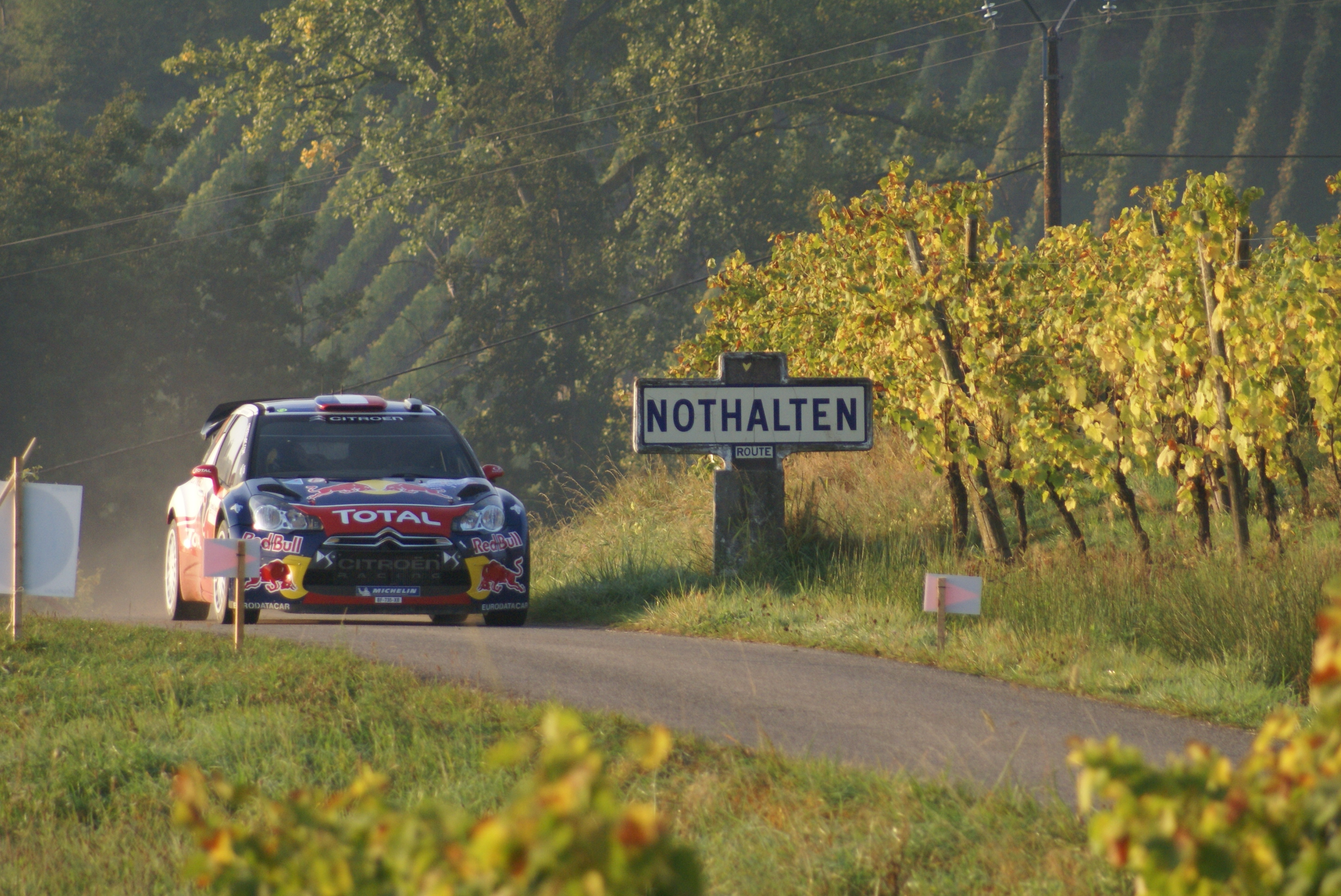
Sébastien Loeb et Daniel Elena passant devant le panneau Michelin de la commune de Nothalten lors du Rallye de France-Alsace 2011.

À part quelques très rares exceptions, tous les panneaux fabriqués par Michelin sont datés avec précision. Une mention manuscrite sous la forme « jour mois année » est inscrite sur l’émail du panneau, en général en bas, à droite ou à gauche. 
Sur certains panneaux, tel ceux destinés à être posés à un endroit précis, figure également en caractères manuscrits un code identifiant l’implantation.
À partir des années 1960, le support en béton armé est également daté au dos. Cette datation se présente sous la forme d’un tampon moulé en relief dans le béton. Ce tampon représente le Bibendum encadrant avec ses bras un cartouche contenant soit la date précise de la fabrication, soit uniquement l’année. Ce tampon n’est pas toujours parfaitement lisible en raison de la dégradation du béton, mais la comparaison de la date de l’émail et celle du support permet de constater qu’il y a souvent plusieurs mois d’écart entre les deux.

## Galerie

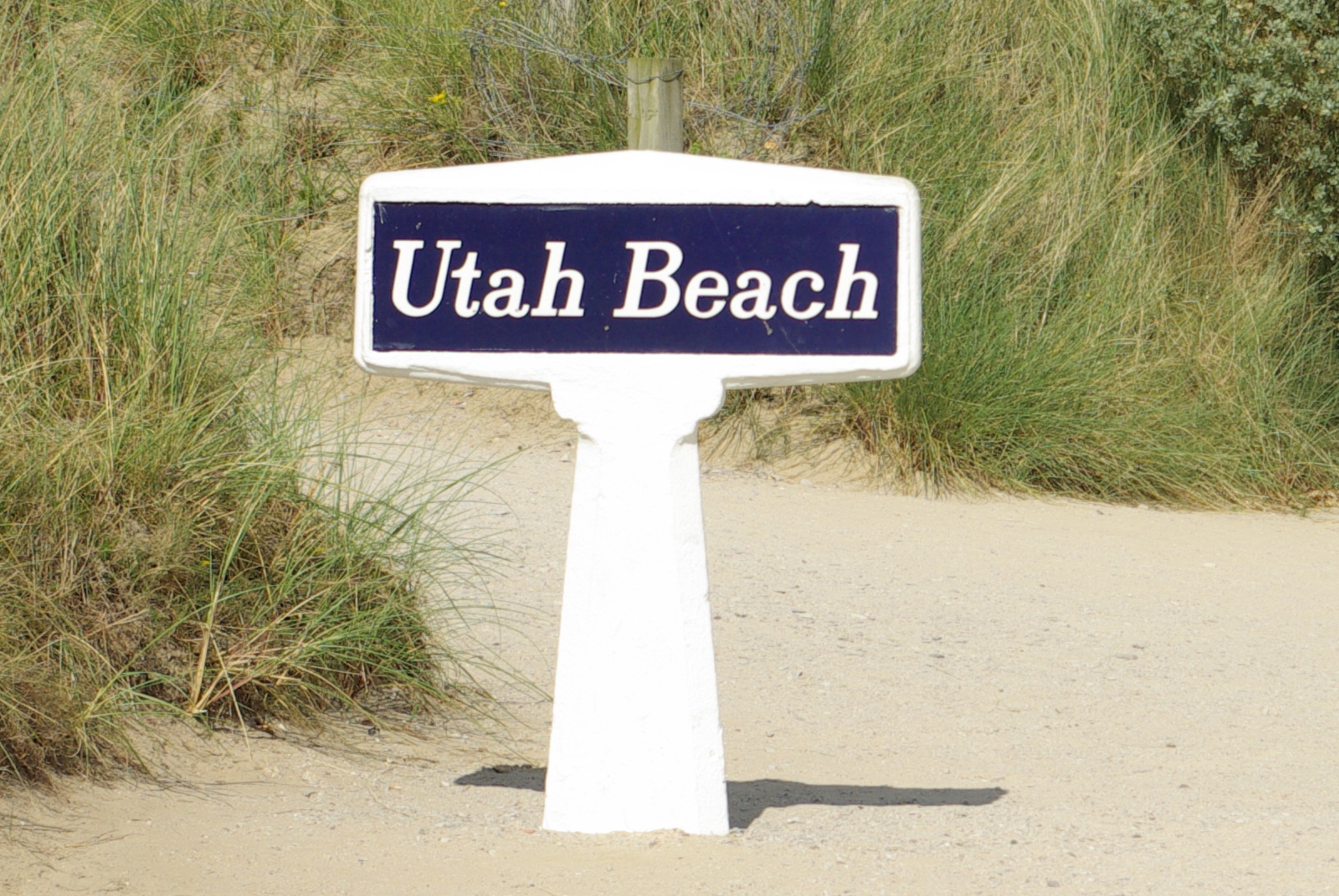
Panneau indiquant un lieu, ici l'entrée de la plage d'Utah Beach dans le Cotentin.
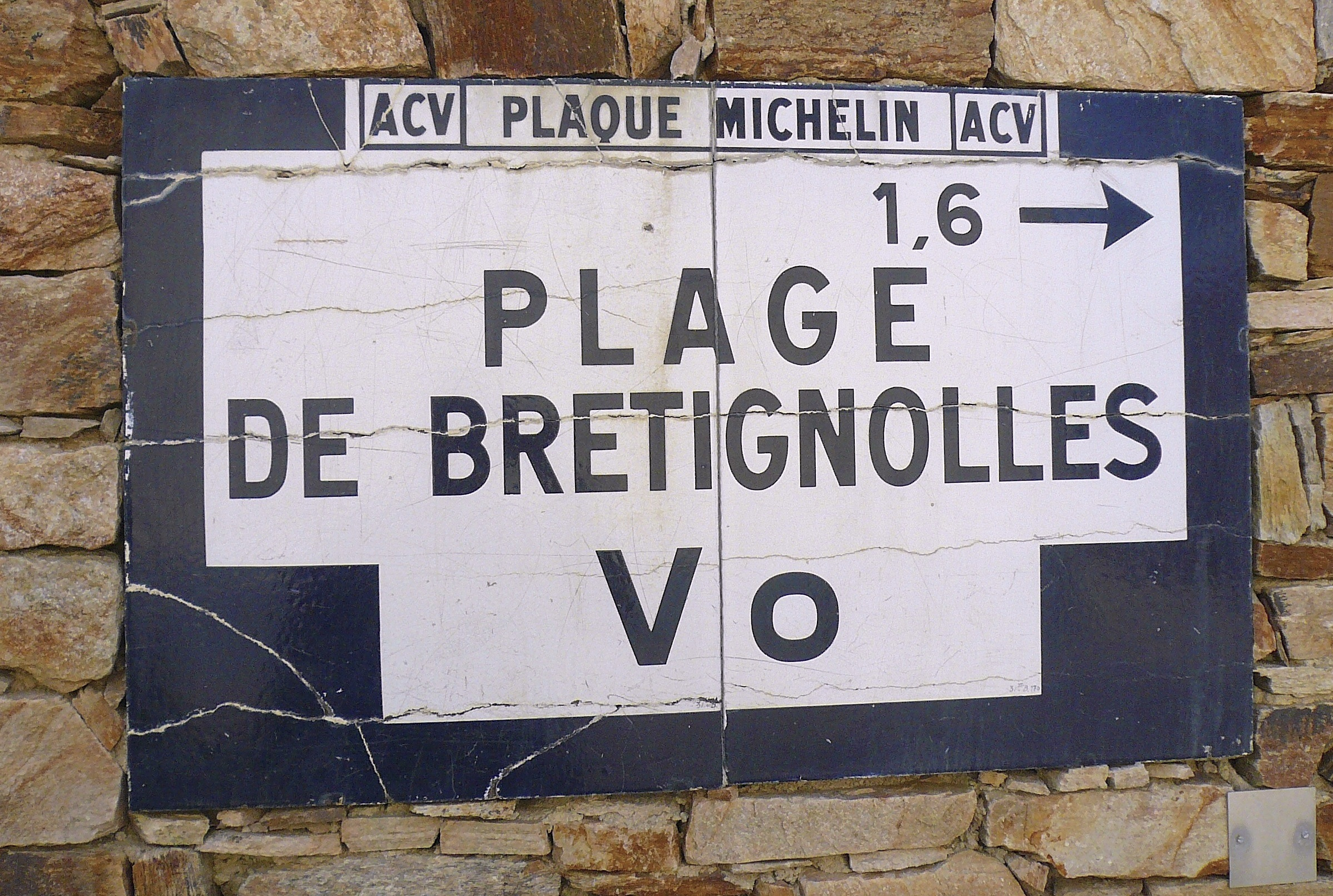
« Plaque Michelin » incrustée dans un mur, indiquant une place à Brétignolles-sur-Mer en Vendée.
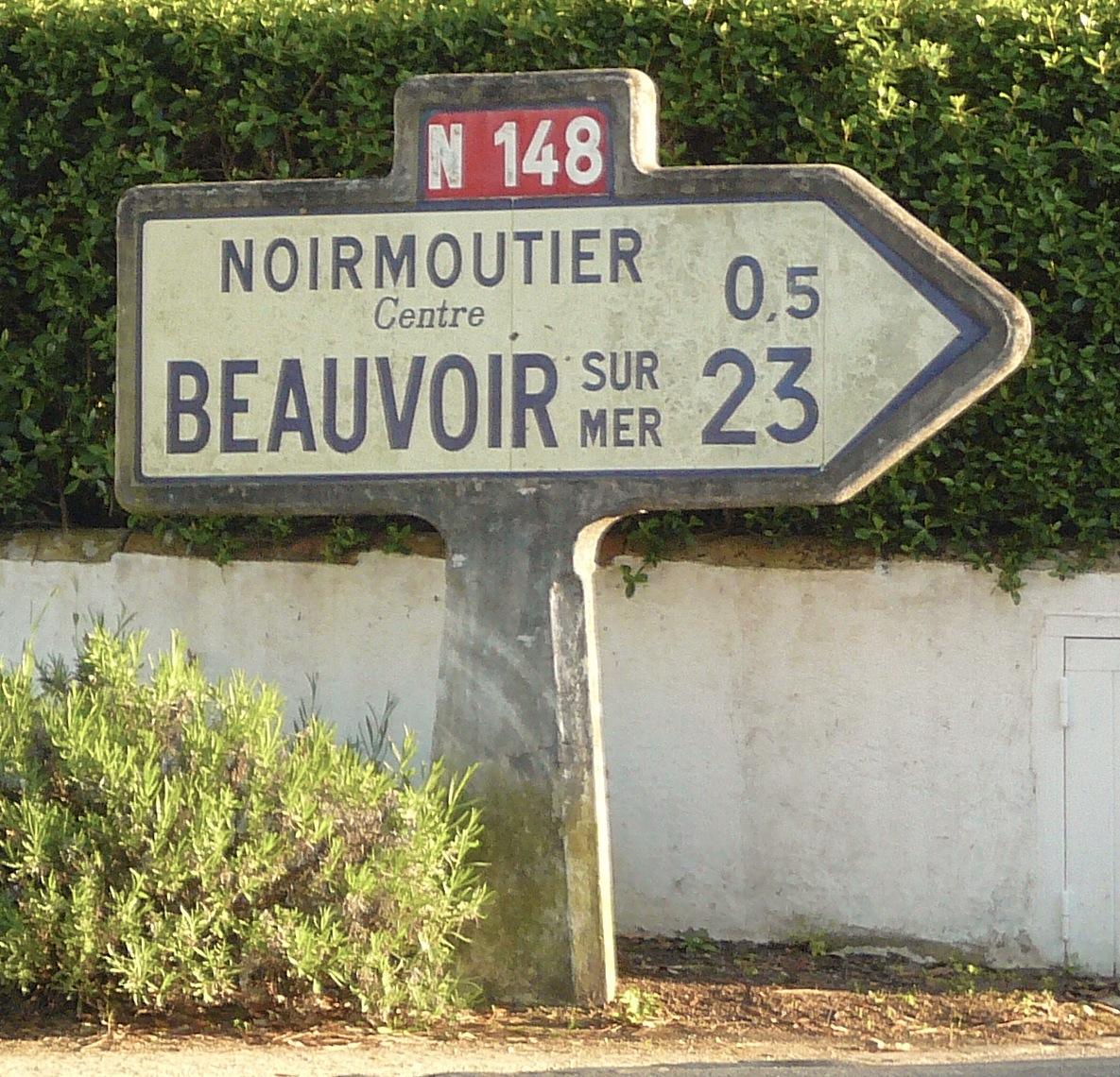
Panneau indicateur, avec indication de distances, sur l'île de Noirmoutier.
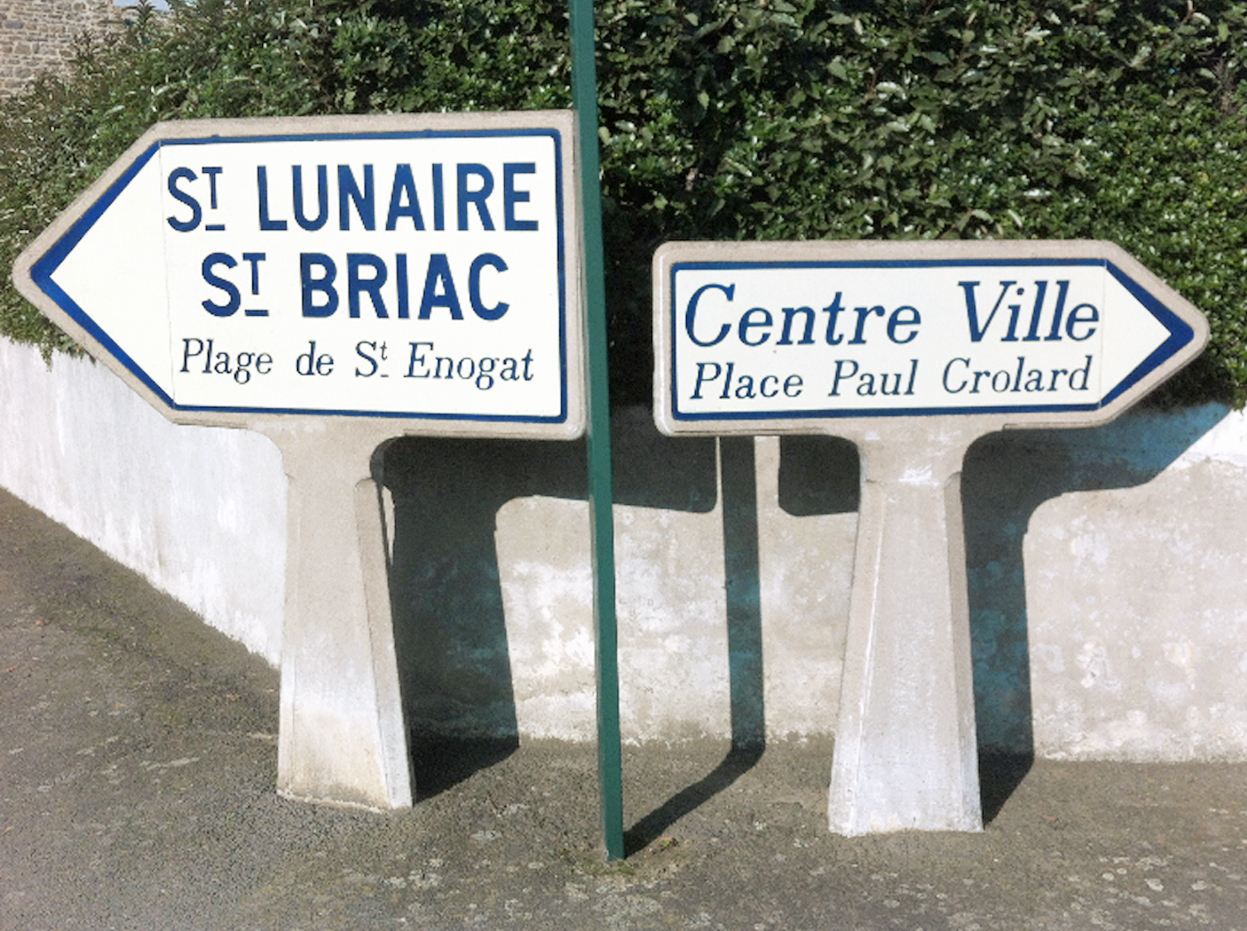
Panneaux indicateurs à Dinard, présentant des communes et des lieux.
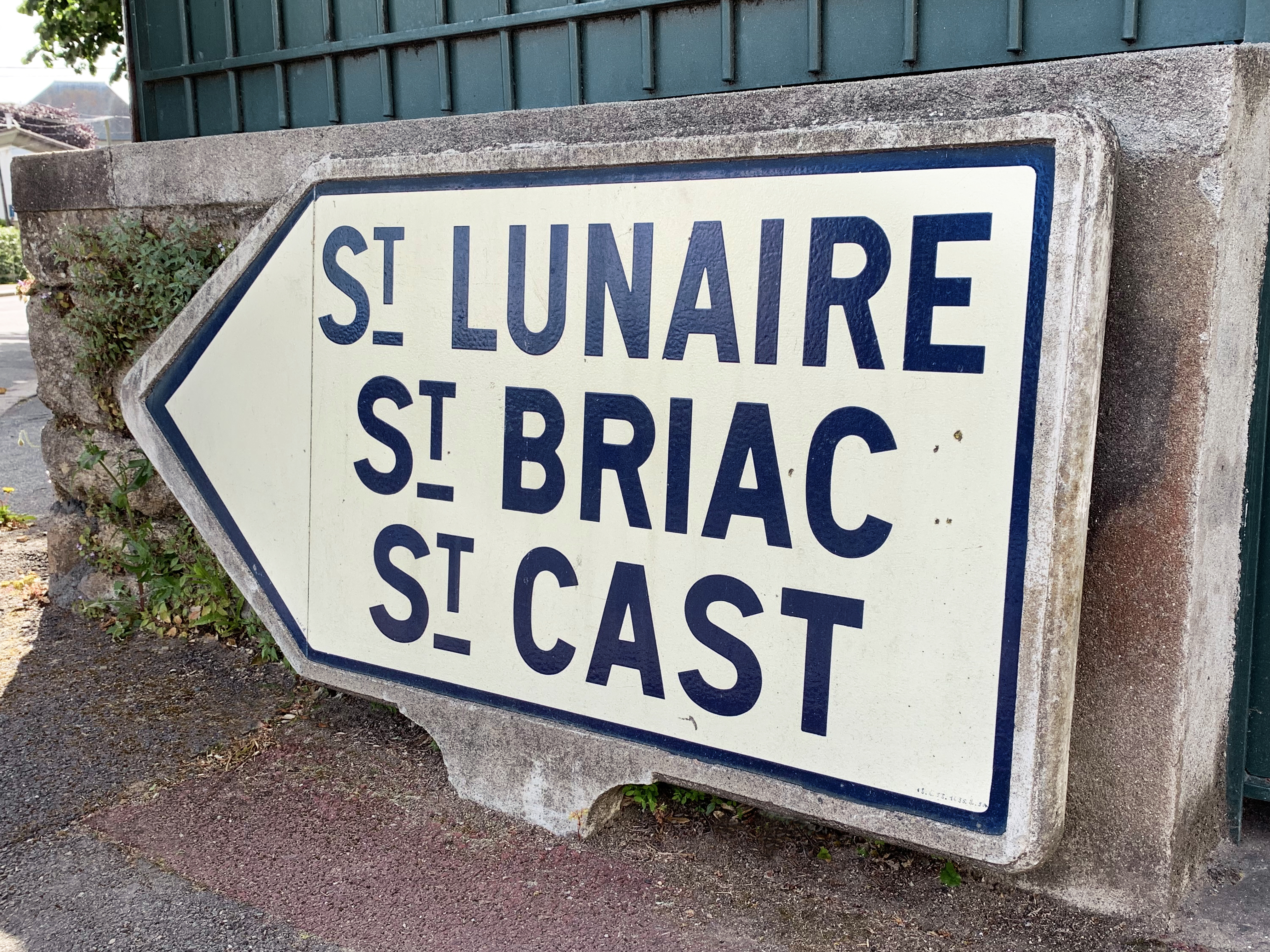
Panneau au pied coupé, à Dinard.
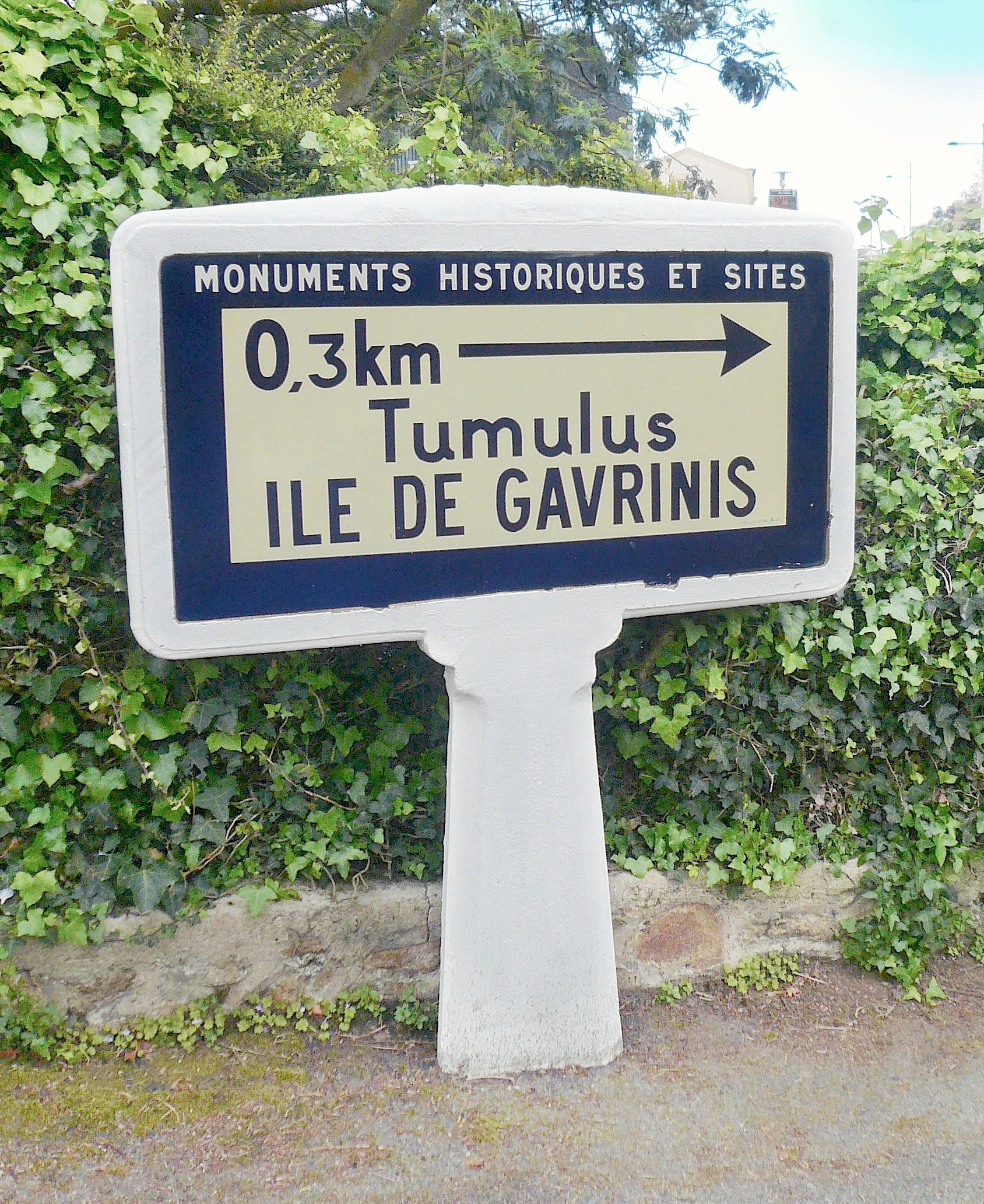
Panneau « monuments historiques et sites », indiquant le Cairn de Gavrinis.
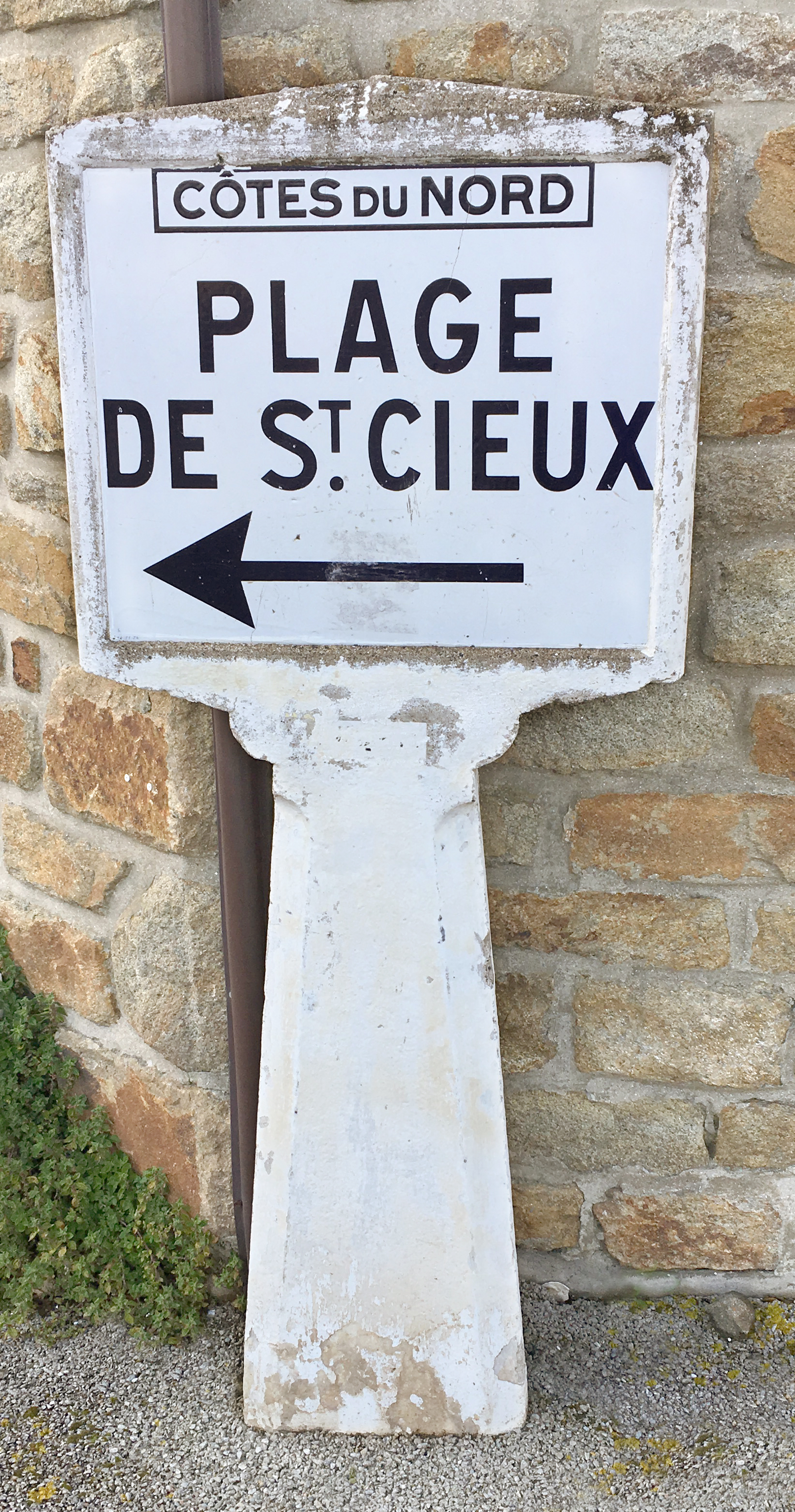
Panneau indicateur d'une place, avec nom du département en en-tête (Côtes-du-Nord, à présent Côtes-d'Armor).
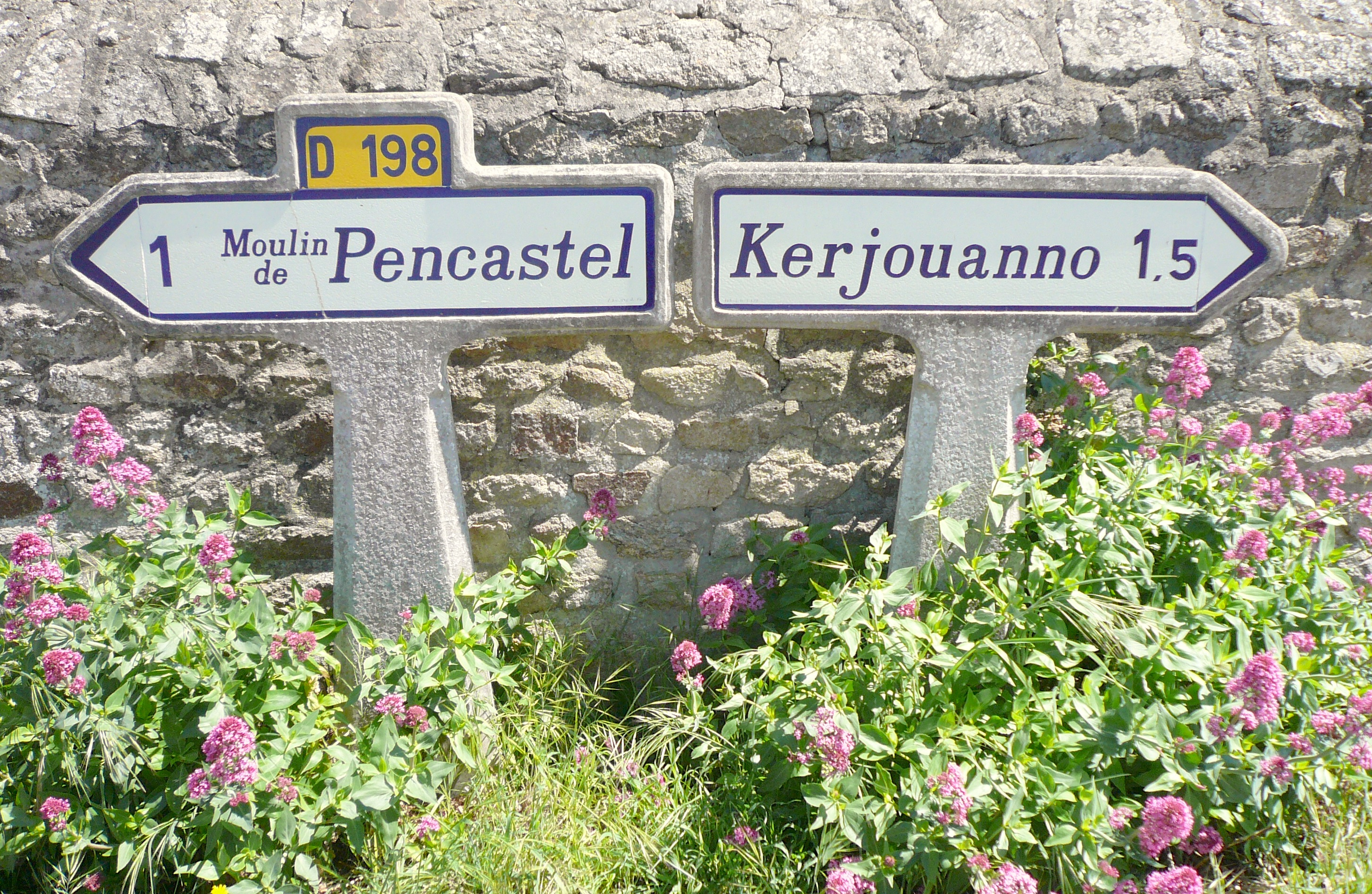
Panneaux indicateurs de lieux-dits à Arzon.
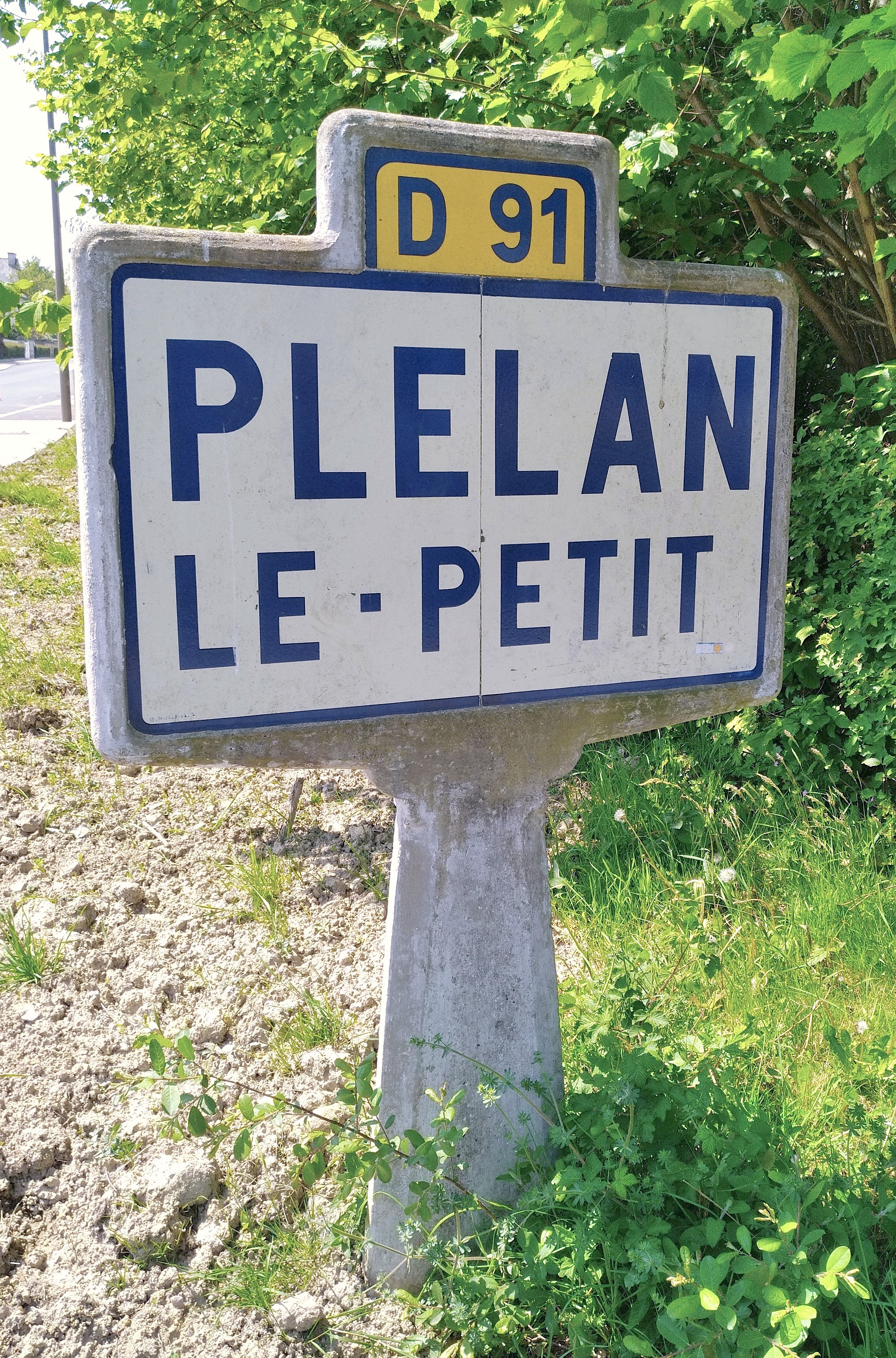
Panneau d'entrée de commune, à Plélan-le-Petit.
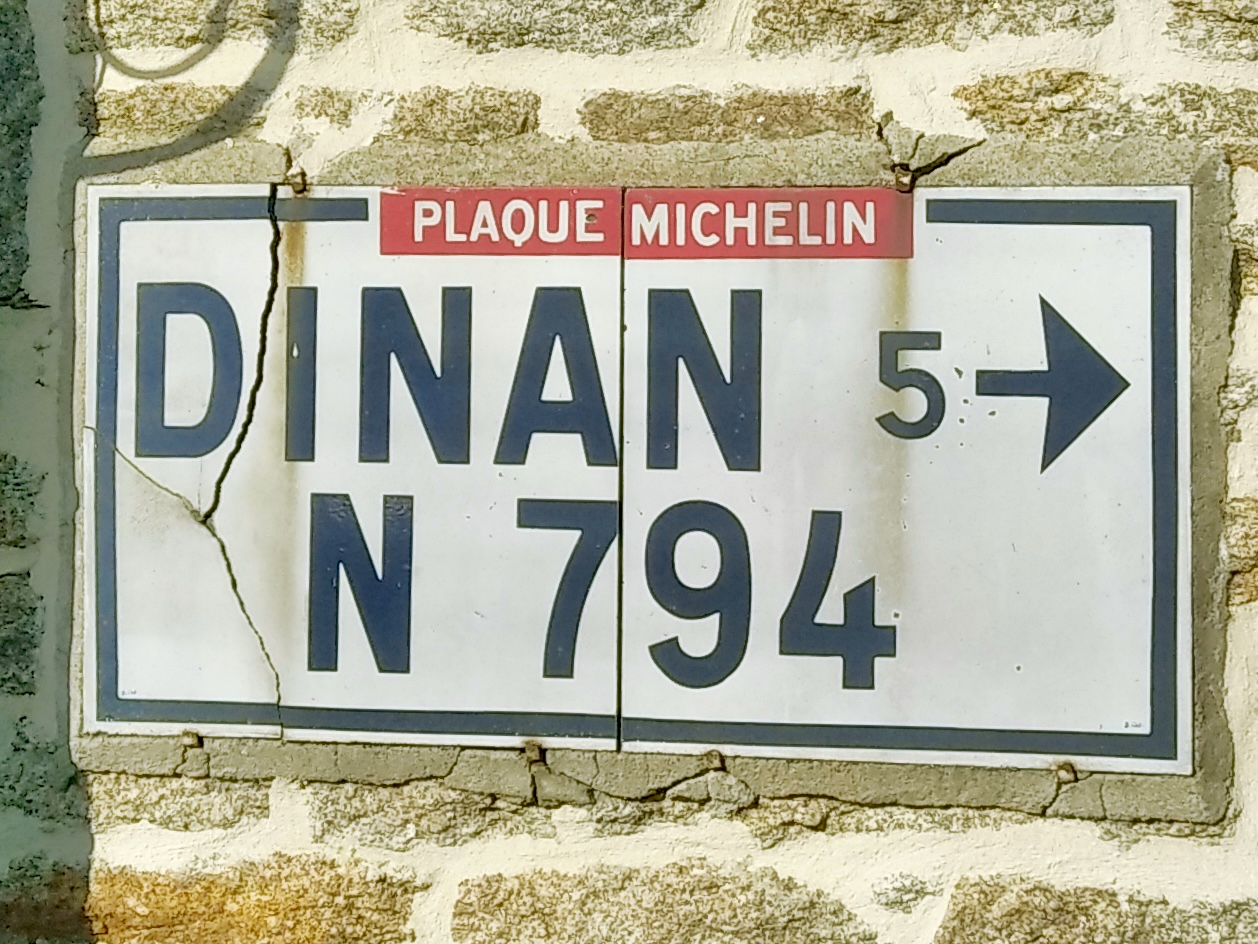
Plaque Michelin scellée dans le mur d’une maison.
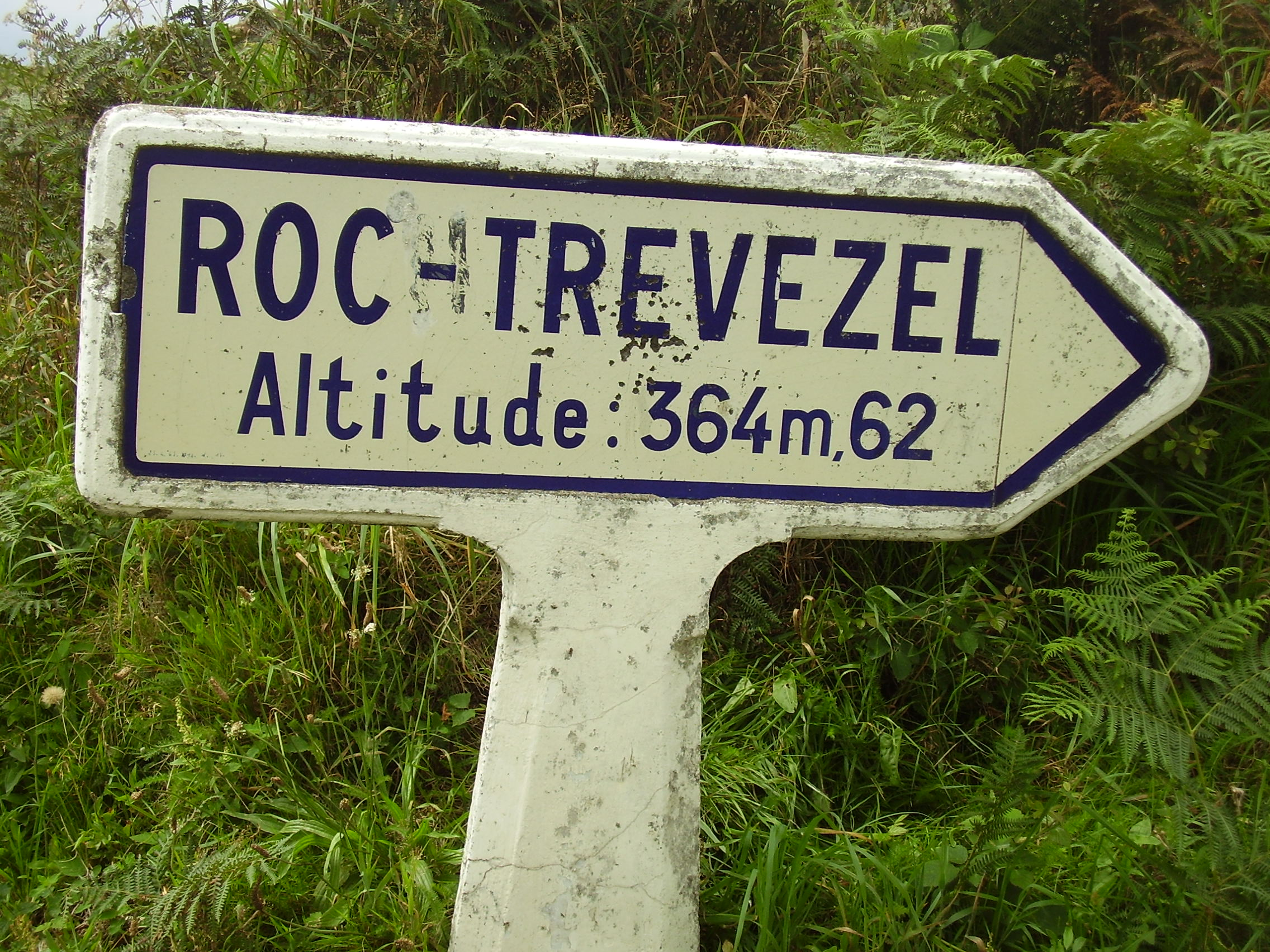
Indication touristique du Roc'h Trevezel (avec l'altitude erronée de 364,62 m) dans les monts d'Arrée (Finistère).
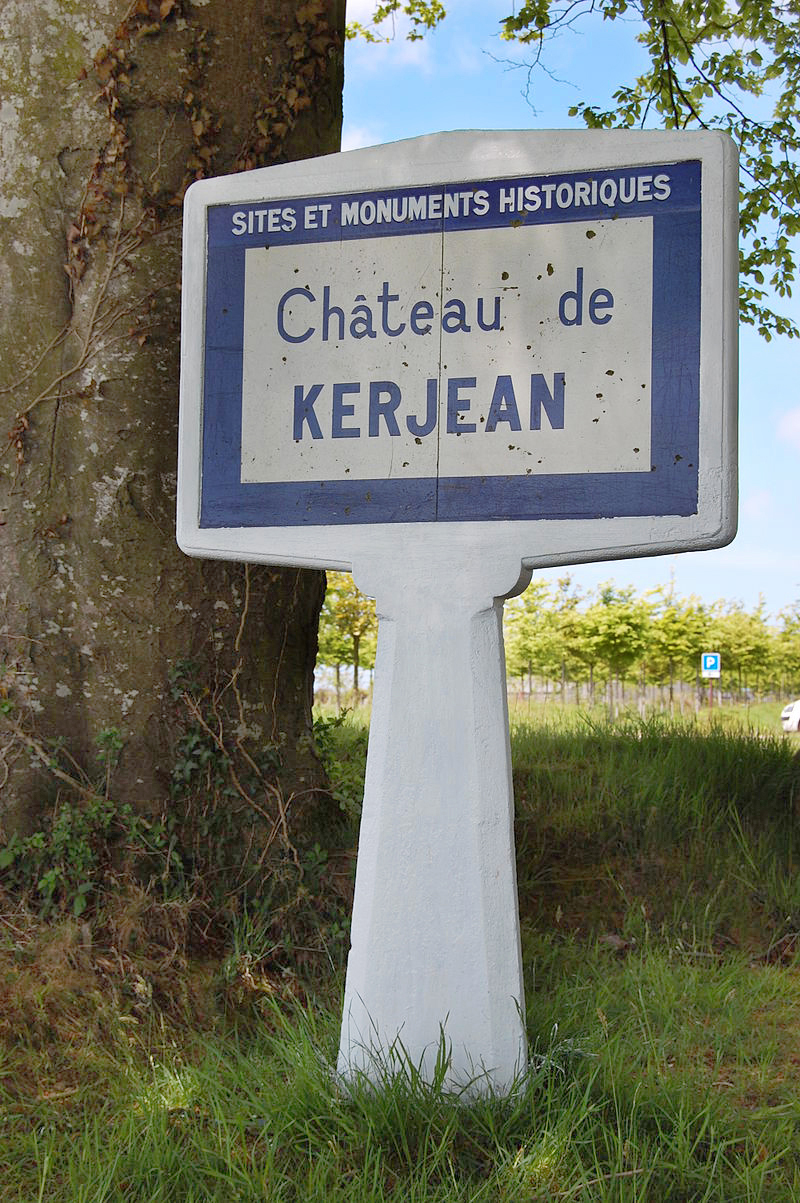
Panneau posé en 1951, indiquant un « site et monument historique ». Ici, le château de Kerjean à Saint-Vougay dans le Finistère.
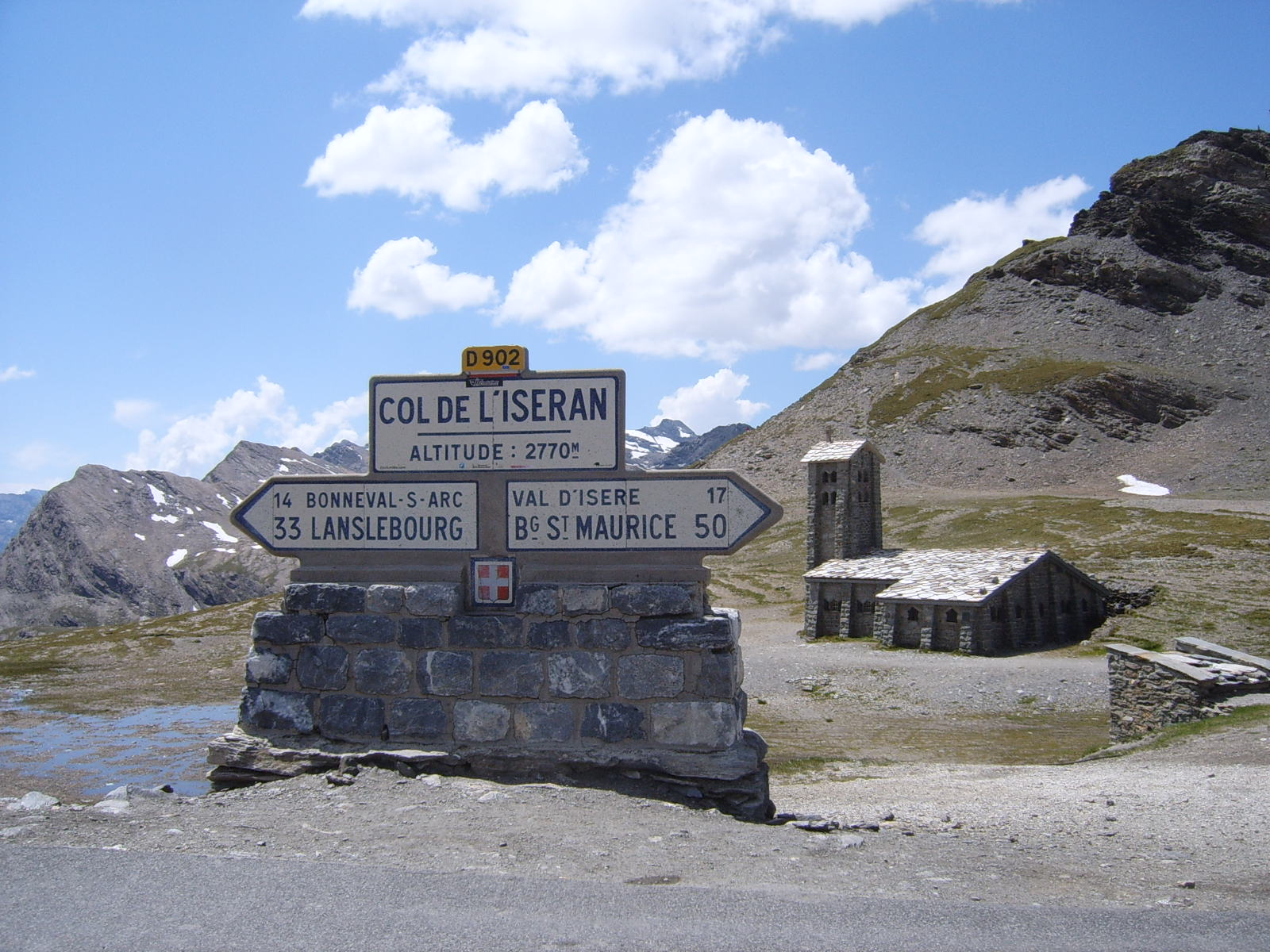
Panneaux et indication touristique Michelin au col de l'Iseran.
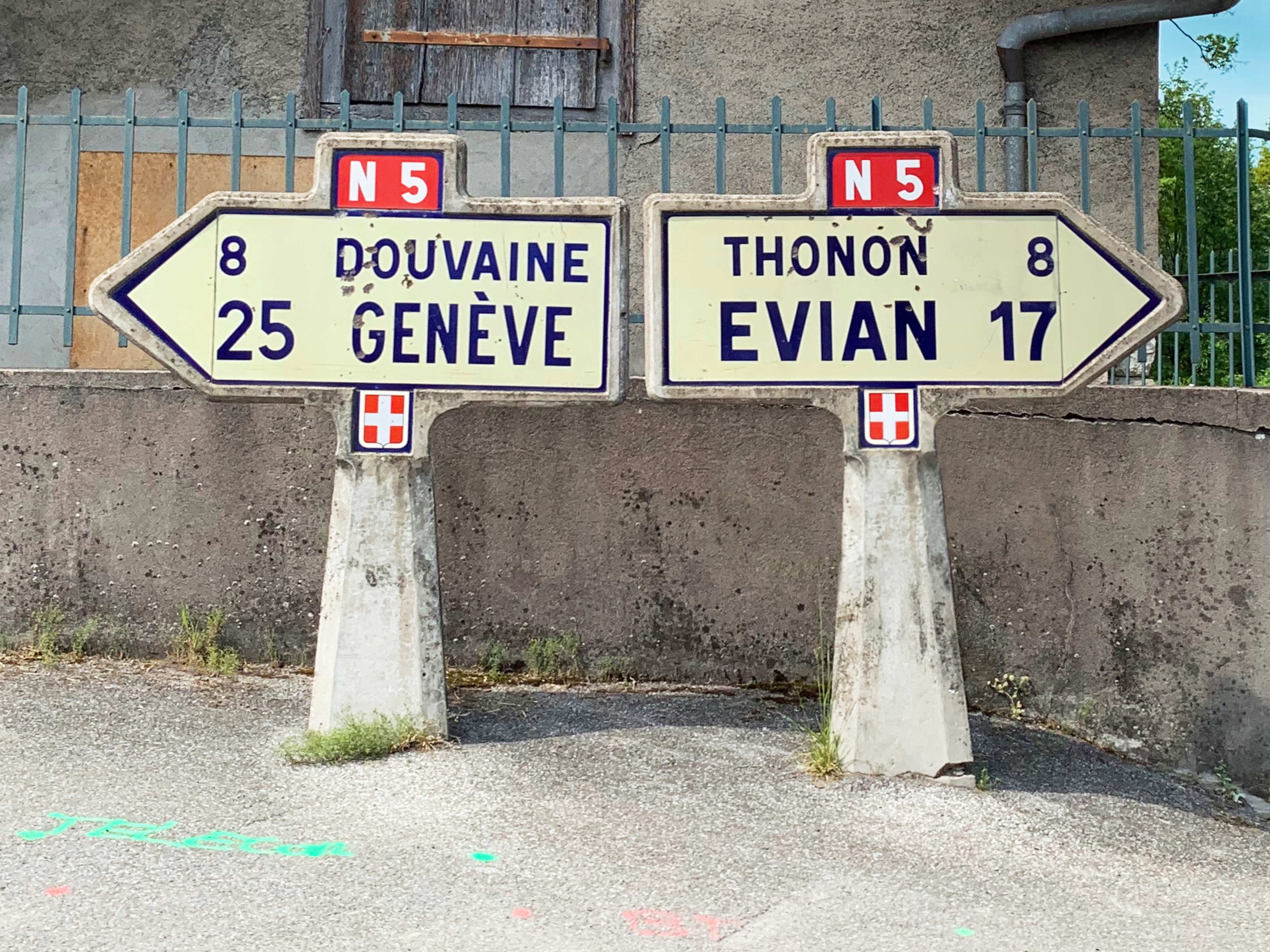
À Sciez-sur-Léman en Haute-Savoie, panneaux ornés de la Croix de Savoie.
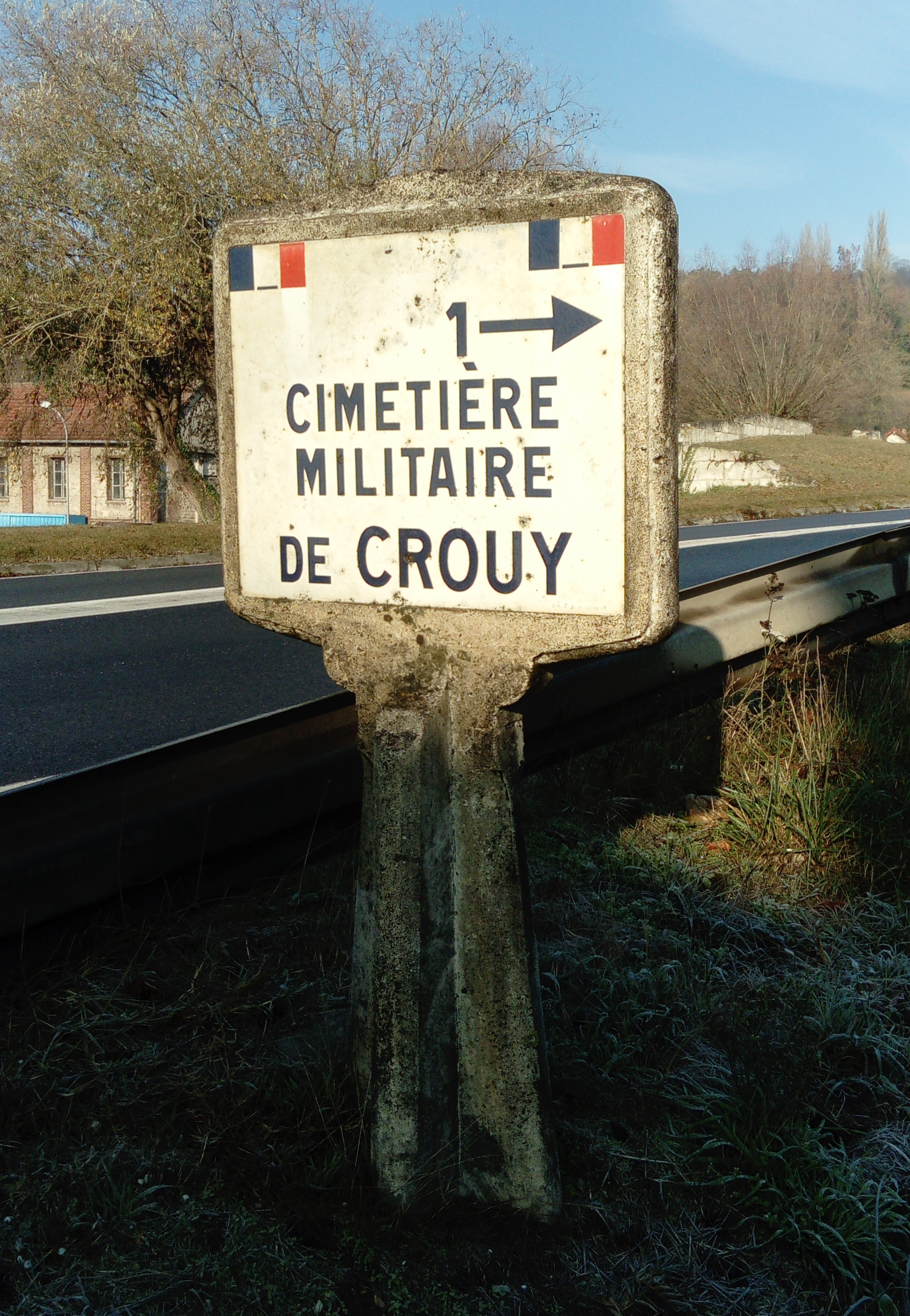
Panneau avec drapeaux tricolores mais sans indication « Michelin » à Crouy.
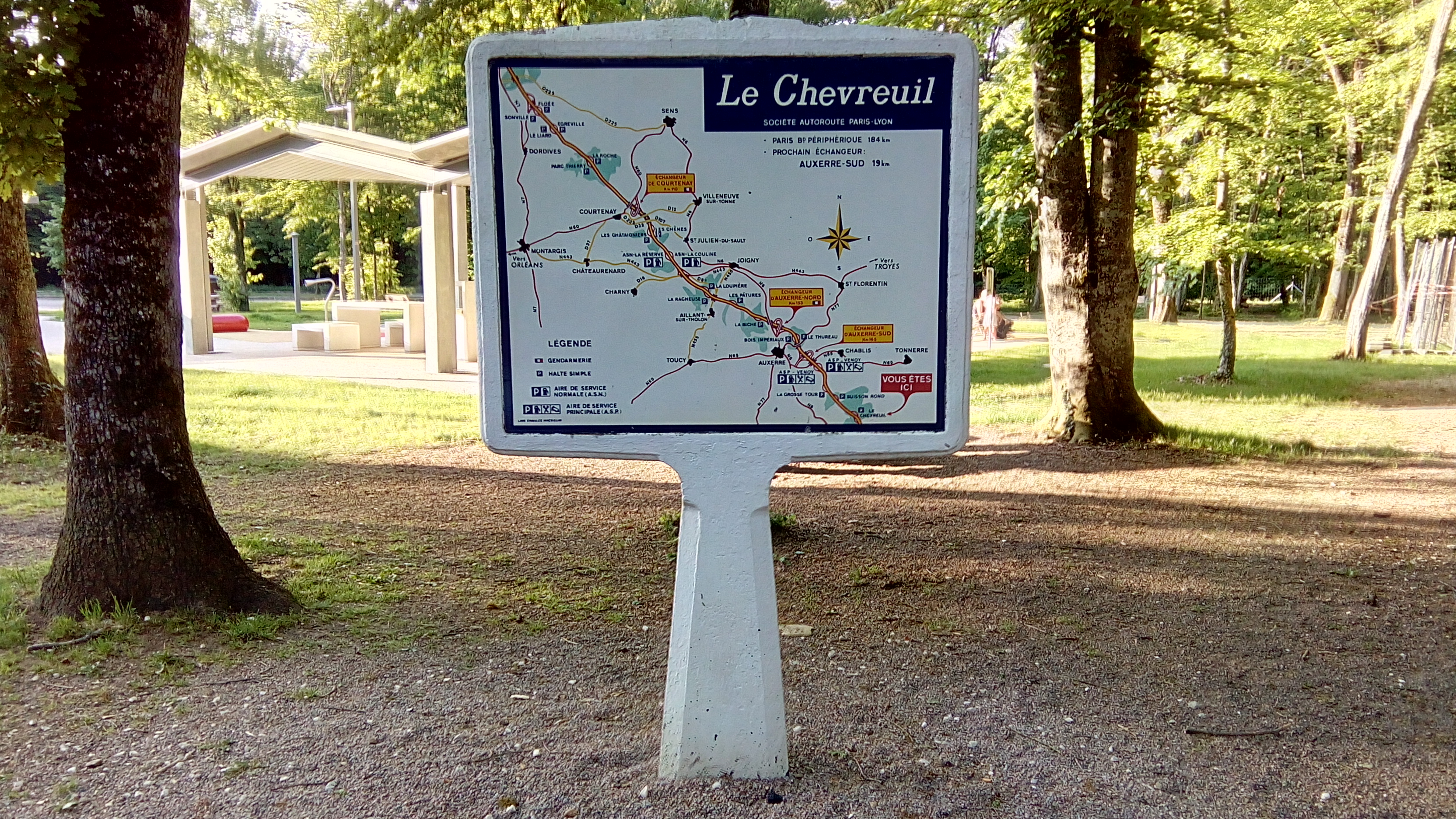
Signalétique dans l'aire du Chevreuil sur l'autoroute A6, à Nitry.
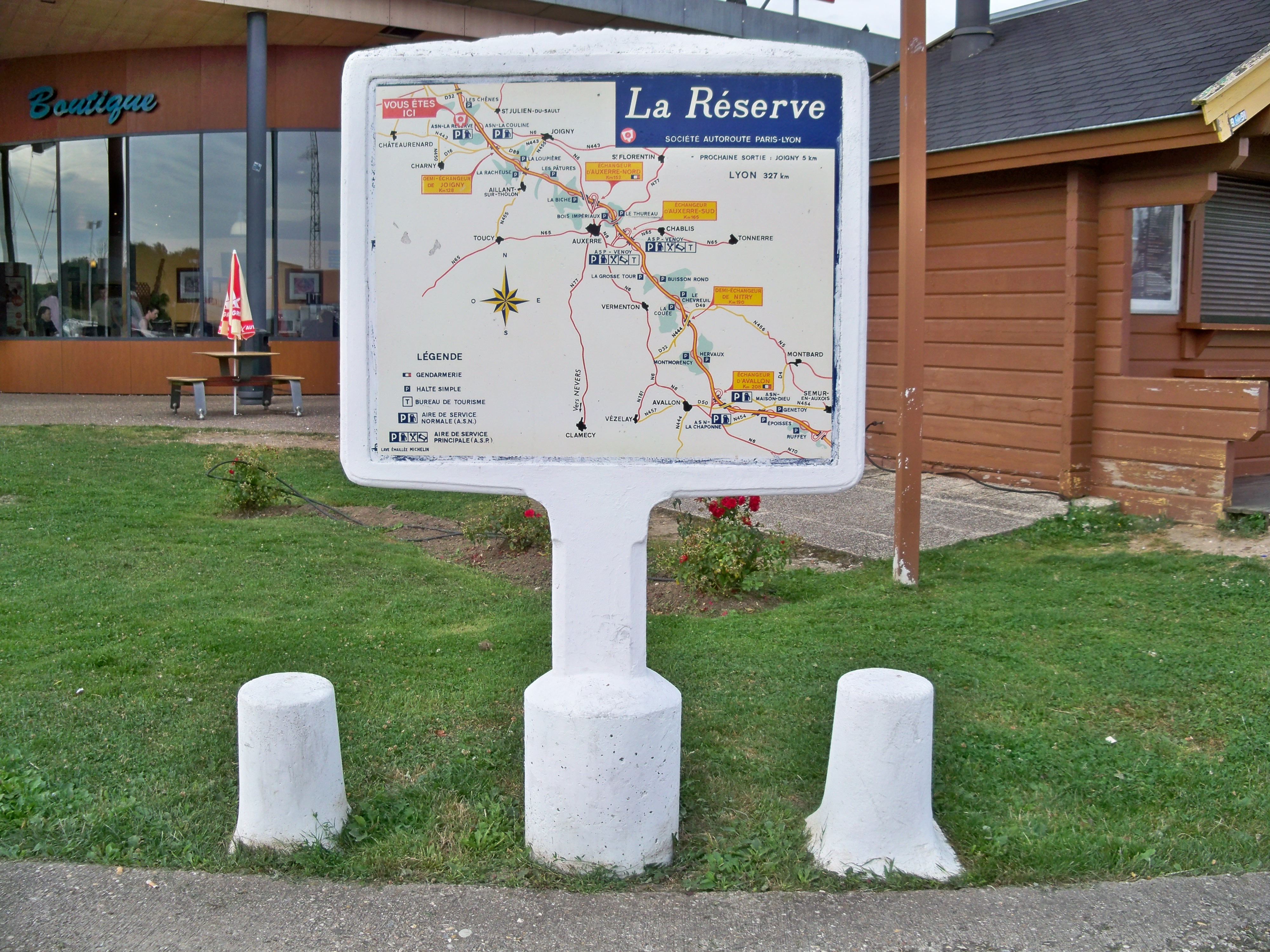
Panneau émaillée situé sur l'aire de la Réserve-Avia sur l'autoroute autoroute A6 au nord-ouest d'Auxerre.
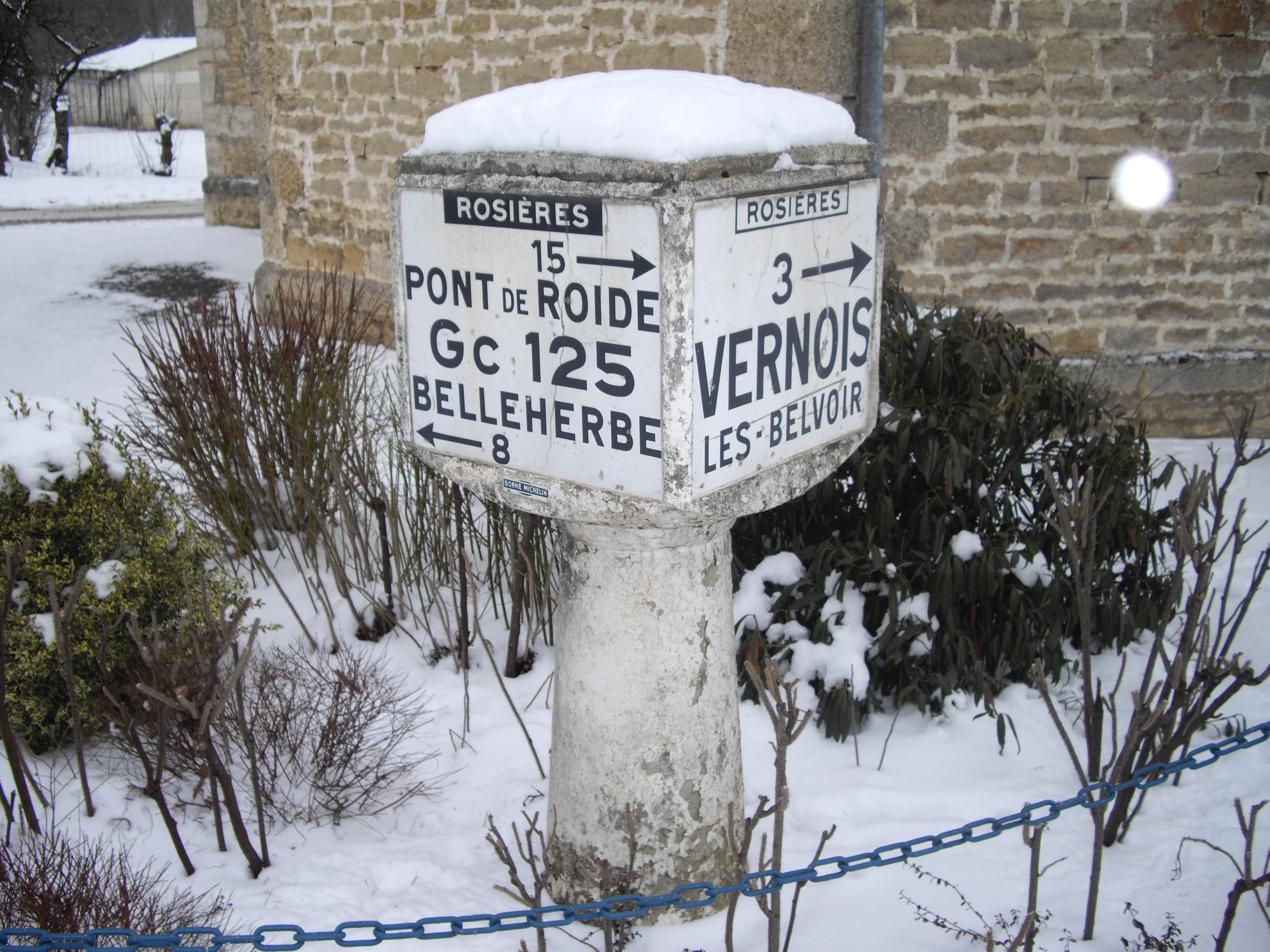
Borne d'angle située à Rosières-sur-Barbèche dans le Doubs.
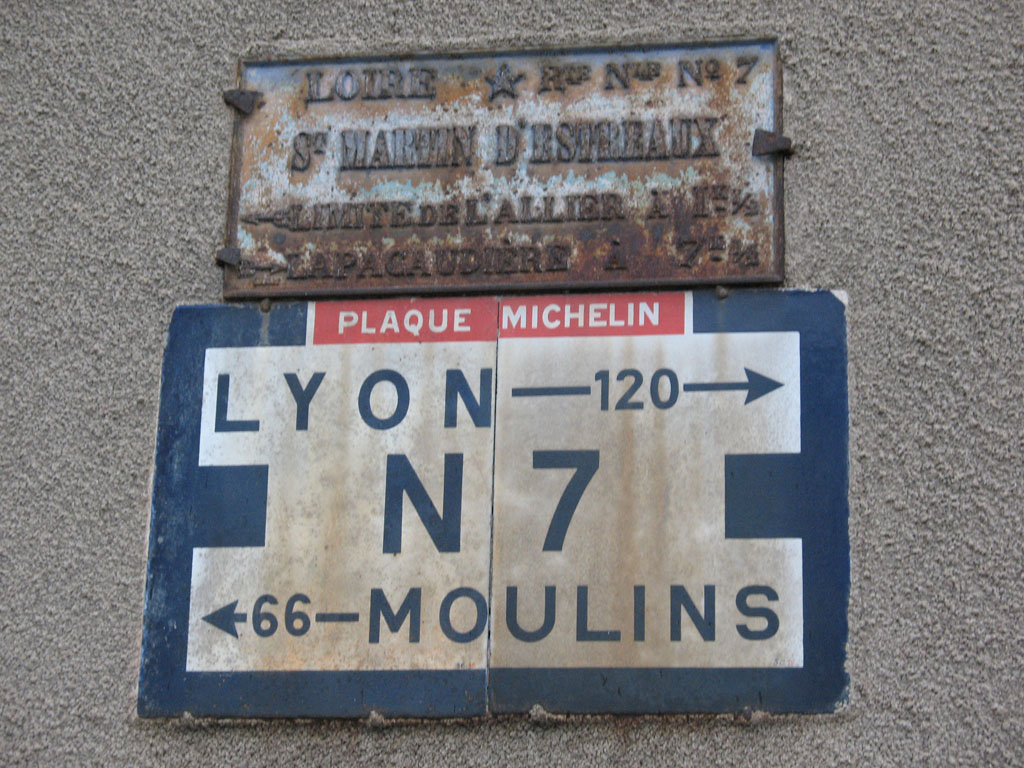
Panneau bornant la route nationale 7, et indiquant deux directions, à Saint-Martin-d'Estréaux (Loire).

### Biographie
- Pierre-Antoine Donnet, La saga Michelin, Seuil, 2008